# Aneuraceae
Aneuraceae (por vezes Riccardiaceae) é uma família de hepáticas (Marchantiophyta) talosas da ordem Metzgeriales. A maior parte das espécies são plantas muito pequenas com talos estreitos e ramificados.

## Descrição
Aneuraceae é uma família pouco conhecida da ordem Metzgeriales, considerada pela literatura como a ordem que possui o maior número de espécies. Compreende mais de 300 taxa descritos e segundo o estudo de (Nebel 2016) só o género Riccardia foi caracterizado com 280 taxas. Sendo assim é considerada a necessidade que uma revisão taxonômica seja feita, devido que certamente as espécies descritas sofreram aumento por apresentarem características semelhantes, o que ocasionaria a diminuição de espécies descritas e aceita no mundo todo.
Atualmente 8 gêneros são conhecido: Acrostolia, Aneura, Cryptothallus, Lobatiriccardia, Pseudoneura, Riccardia, Sarcomitrium e Trichostylium.

### Morfologia
As espécies da família Aneuraceae possuem aspecto taloide (laminar), e apresentam ramificações que podem ser simples ou complexas. As nervuras do talo são cordões centrais em secção transversal, não havendo um nervo central – característica que diferencia a família dentro da ordem Metzergiales.
O crescimento pode ser ereto ascendente ou prostrado, e as folhas podem apresentar regiões diferenciadas , central e marginal, sendo a central mais espessa do que as marginais (espessura de 3 células e 1 célula, respectivamente).
No Brasil há o registro de 3 gêneros (Aneura, Lobatiriccardia e Riccardia), com  14 espécies, das quais 2 endêmicas. 
Aneuraceae habita o Norte (Acre, Amazonas, Amapá, Pará), Nordeste (Alagoas, Bahia, Ceará, Paraíba, Pernambuco, Rio Grande do Norte), Centro-Oeste (Distrito Federal, Goiás, Mato Grosso do Sul, Mato Grosso), Sudeste (Espírito Santo, Minas Gerais, Rio de Janeiro, São Paulo) e Sul (Paraná, Rio Grande do Sul, Santa Catarina).
No Brasil as espécies de Aneuraceae tem possíveis ocorrências no Nordeste (Rio Grande do Norte), Domínios Fitogeográficos , Amazônia, Cerrado, Mata Atlântica, Pampa, Pantanal.
Essas espécies podem ocorrer em diferentes tipos de vegetação, como: Campo de Altitude, Campo Limpo, Cerrado (lato sensu), Floresta Ciliar ou Galeria, Floresta de Terra Firme, Floresta Estacional Decidual, Floresta Estacional Semidecidual, Floresta Ombrófila (= Floresta Pluvial) e Floresta Ombrófila Mista. A imagem abaixo ilustra a ocorrência das espécies de Aneuraceae em diferentes tipos de vegetações no Brasil.